# Carlota de Sauve
Charlotte de Beaune Semblançay, vizcondesa de Tours, baronesa de Sauve, marquesa de Noirmoutier (26 de octubre de 1551 - 30 de septiembre de 1617)  fue una mujer noble francesa y amante del rey Enrique de Navarra , quien más tarde gobernó como el rey Enrique IV de Francia . Ella era miembro del notorio " Escuadrón Volador " ( L'escadron volant en francés) de la reina madre Catalina de Médicis, un grupo de hermosas espías e informantes reclutadas para seducir a hombres importantes en la corte y, por lo tanto, extraer información para transmitirla a la Reina Madre.

## En la ficción
El papel de Charlotte de Sauve fue interpretado por la actriz italiana Asia Argento en la película de 1994 La reina Margot, protagonizada por Isabelle Adjani en el papel principal. En la película, el personaje muere mientras, sin saberlo, intenta envenenar a Enrique de Navarra.